# Harpactes duvaucelii
El trogón culirrojo o surucuá de lomo rojo (Harpactes duvaucelii) es una especie de ave trogoniforme de la familia Trogonidae que habita en el sudeste asiático.

## Descripción

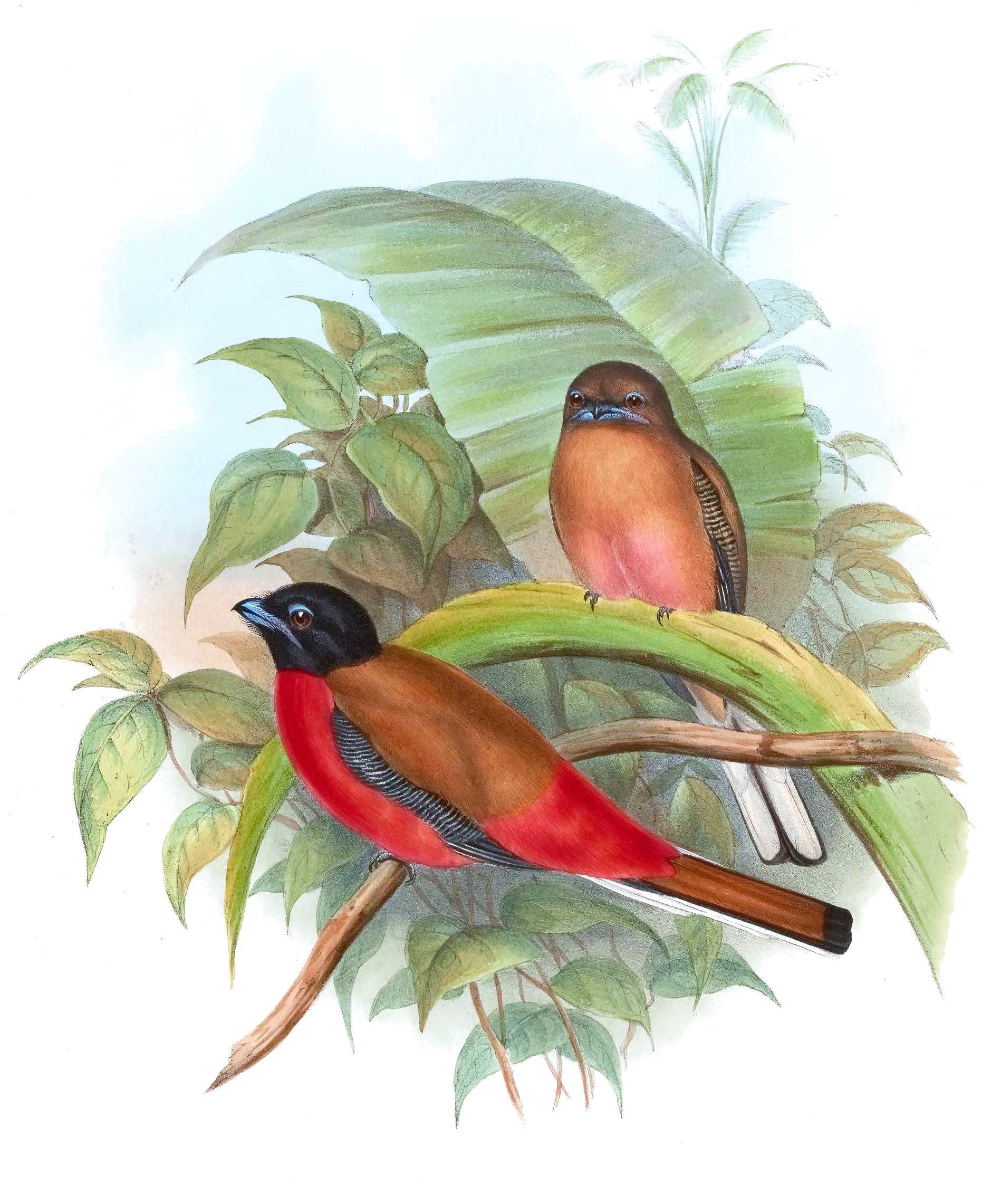

El trogón culirrojo mide alrededor de 25 cm de largo, incluida su larga cola. Su pico azul es robusto y con la punta curvada hacia abajo. El macho tiene la cabeza negra con una pequeña lista superciliar azul. Su espalda es de color canela y su obispillo es rojo, mientras que sus alas presentan un fino y denso listado en blanco y negro en las coberteras y las plumas de vuelo son negras, y sus partes inferiores son de color rosado rojizo. Su cola tiene las plumas centrales superiores castañas y las laterales negras, mientras que las inferiores son blancas. Las hembras en cambio tienen la cabeza, el pecho y la espalda de color pardo oliváceo, el obispillo rosado y el vientre rojizo.

## Distribución y hábitat
Se encuentra en la península malaya, Sumatra, Borneo y las islas menores aledañas, distribuido por el sur de Birmania y Tailandia, Indonesia, Malasia y Brunéi.